# 劉景新
劉景新（？—？）字太易，山西省解县人，中华民国政治人物。

## 生平
劉景新是美国哥伦比亚大学哲学博士。曾任广州大元帅府参议。劉景新是孙中山指派的1924年山西省出席中国国民党第一次全国代表大会代表。1924年春，中国国民党第一次全国代表大会代表劉景新推荐李伯颜投考黄埔军校。1928年，刘景新当选国民政府立法院立法委员。
劉景新擅长书法。